# Iraj Bashiri
Iraj Bashiri (en persan : ایرج بشیری) (né le 31 juillet 1940) est professeur d'histoire à l'Université du Minnesota, États-Unis et l'un des principaux chercheurs dans les domaines des études sur l'Asie centrale et les études iraniennes. 

## œuvres publiées
- Persian for Beginners, 1972, 1975, 1981, 1991.
- Persidskij yazyk dla nachinaushchikh Osnovnoj kurs (trad., Persian for Beginners by V. Bazukin), 2000.
- 'To Be' as the Origin of Syntax: A Persian Framework, 1973.
- The Fiction of Sadeq Hedayat, 1984.
- The Black Tulip, 1984.
- The Pearl Cannon (éd.), 1986.
- Firdowsi's Shahname: 1000 Years After, 1994.
- From the Hymns of Zarathustra to the Songs of Borbad, 2003.
- Kamal Khujandi: Epoch and Its Importance in the History of Central Asian Civilization', 1996.
- The History of a National Catastrophe, trad. par Rahim Masov, 1996.
- The Samanids and the Revival of the Civilization of the Iranian Peoples, 1998.
- Tajikistan in the 20th Century,(ed). RFE/RL, 1999-2002.
- Beginnings to AD 2000: A Comprehensive Chronology of Central Asia, Afghanistan, and Iran, 2001.
- Prominent Tajik Figures of the Twentieth Century, 2003.
- The Nowruz Scrolls, 2004.
- The Impact of Egypt on Ancient Iran, 2007.
- The Ishraqi Philosophy of Jalal al-Din Rumi, 2008.
- Ancient Iran: Cosmology, Mythology, History by Iraj Bashiri, Cognella Publishers, 2012.
- Audible Audio Edition: Ancient Iran: Cosmology, Mythology, History by Iraj Bashiri, Cognella Publishers, 2012.

## Ressources
- Biographie d'Iraj Bashiri
- Documents de travail sur l'Asie centrale et l'Iran
- Who's Who in the World
- Outstanding People of the 20th Century
- Dictionary of International Biography
- Prominent Tajik Figures of the 20th Century